# Том Банді
Том Банді (англ. Tom Bundy; 8 жовтня 1881 — 13 жовтня 1945) — колишній американський тенісист.
Перемагав на турнірах Великого шолома в парному розряді.

## Фінали турнірів Великого шолома

### Одиночний розряд (1 поразка)
| Результат | Рік  | Турнір                           | Покриття | Суперник     | Рахунок                 |
| --------- | ---- | -------------------------------- | -------- | ------------ | ----------------------- |
| Поразка   | 1910 | Відкритий чемпіонат США з тенісу | Трава    | Вільям Ларнд | 1–6, 7–5, 0–6, 8–6, 1–6 |

### Парний розряд (3–2)
| Результат | Рік  | Турнір                     | Покриття | Партнер          | Суперники                     | Рахунок                 |
| --------- | ---- | -------------------------- | -------- | ---------------- | ----------------------------- | ----------------------- |
| Поразка   | 1910 | Національний чемпіонат США | Трава    | Троурідж Гендрік | Фред Александер Гаролд Гакет  | 1–6, 6–8, 3–6           |
| Перемога  | 1912 | Національний чемпіонат США | Трава    | Моріс Мак-Лафлін | Реймонд Літтл Гус Тушар       | 3–6, 6–2, 6–1, 7–5      |
| Перемога  | 1913 | Національний чемпіонат США | Трава    | Моріс Мак-Лафлін | Джон Стракан Кларенс Ґріффін  | 6–4, 7–5, 6–1           |
| Перемога  | 1914 | Національний чемпіонат США | Трава    | Моріс Мак-Лафлін | Джордж Черч Дін Маті          | 6–4, 6–2, 6–4           |
| Поразка   | 1915 | Національний чемпіонат США | Трава    | Моріс Мак-Лафлін | Білл Джонстон Кларенс Ґріффін | 6–2, 3–6, 4–6, 6–3, 3–6 |

## Часовий графік результатів на турнірах Великого шлему в одиночному розряді
| W | Ф | ПФ | ЧФ | #Р | КТ | К# | DNQ | A | NH |

| Турнір                     | 1909 | 1910 | 1911 | 1912 | 1913 |
| -------------------------- | ---- | ---- | ---- | ---- | ---- |
| Чемпіонат Австралії        |      |      |      |      |      |
| Вімблдонський турнір       |      |      |      |      |      |
| Національний чемпіонат США | ПФ   | ФCh  | ПФ   | 4р   | 2р   |